# ذهن
الذهن قوة للنفس تشمل الحواس الظاهرة والباطنة، معدة لاكتساب العلوم. وهو الاستعداد التام لإدراك العلوم والمعارف بالفكر.